# Monasterzysko Małe
Monasterzysko Małe – mała osada w Polsce położona w województwie pomorskim, w powiecie sztumskim, w gminie Stary Dzierzgoń.
Wieś wchodzi w skład sołectwa Matule.
W latach 1975–1998 miejscowość administracyjnie należała do województwa elbląskiego.
Inne miejscowości o nazwie Monasterzysko: Monasterzysko Wielkie